# Pasites esakii
Pasites esakii là một loài Hymenoptera trong họ Apidae. Loài này được Popov & Yasumatsu mô tả khoa học năm 1935.